# Dolores O'Riordan

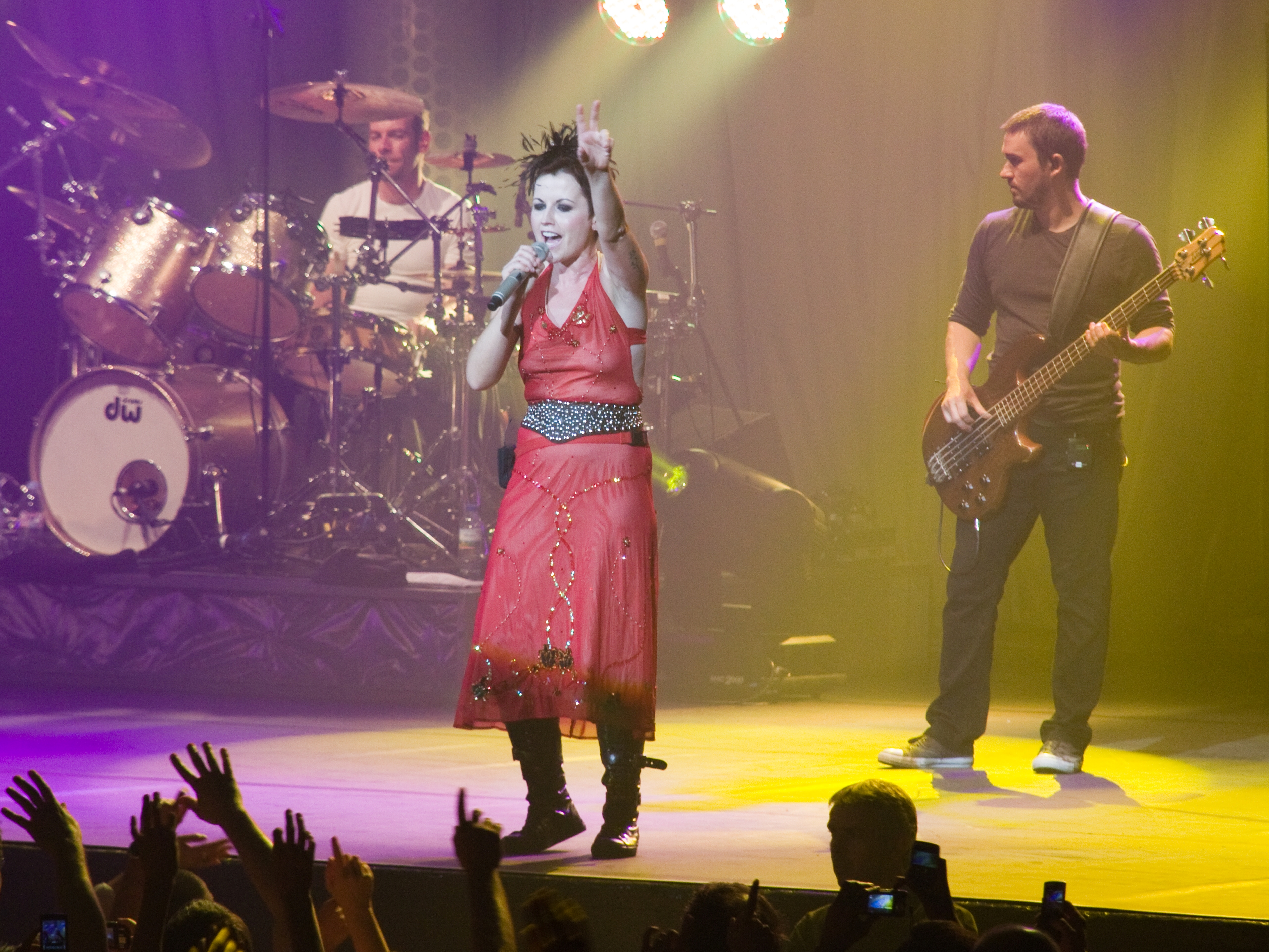
Met The Cranberries in Parijs (2010)

Dolores Mary Eileen O'Riordan (Ballybricken, 6 september 1971 – Londen, 15 januari 2018) was een Ierse zangeres en songwriter. 25 jaar lang was ze de leadzangeres van de band The Cranberries. Haar eerste soloalbum, Are You Listening?, verscheen in mei 2007, haar tweede, No Baggage, in 2009.

## Carrière

### 1989-2018: The Cranberries
In 1990 deed O'Riordan auditie om zangeres te worden van The Cranberry Saw Us, later hernoemd tot The Cranberries. In totaal heeft ze met die band acht albums uitgebracht.

### 2003-2018: solocarrière
In 2003 zou O'Riordan in de film Spider-Man 2 te horen zijn, maar het stuk werd eruit geknipt. Het nummer Black widow is wel te horen op haar eerste soloalbum Are You Listening?. In 2004 werd het nummer Pure Love (met Zucchero) voor het album Zu & Co opgenomen. In datzelfde jaar werd het nummer Mirror Lover met Jam & Spoon voor het album Tripomatic Fairytales 3003 opgenomen.
In 2006 had ze een gastrolletje in de film Click, waarin ze zingt op een bruiloft. Ze zingt daar een alternatieve versie van Linger, een lied van The Cranberries. In 2008 won O'Riordan een European Border Breakers Award, prijzen die jaarlijks worden uitgereikt aan tien jonge veelbelovende Europese artiesten die het jaar ervoor succesvol buiten de eigen landsgrenzen debuteerden.
Op 24 augustus 2009 kwam haar tweede soloalbum uit, No Baggage. Daags hierna volgde de mededeling dat The Cranberries vanaf november 2009 tot in 2010 een reünietournee gingen maken.
Ze verbleef in januari 2018 voor opnamen in Londen, waar ze op 15 januari op haar hotelkamer overleed. O'Riordan werd 46 jaar.

## Privéleven
O'Riordan was 20 jaar getrouwd met Don Burton, tourmanager van onder andere Duran Duran. Ze hadden samen drie kinderen. In 2014 scheidden ze.
Op 15 januari 2018 verdronk O'Riordan in haar bad. Ze was onder invloed van alcohol toen het gebeurde.

## Discografie

### Albums
- Are You Listening? (2007)
- No Baggage (2009)

### Singles
- Ordinary Day (2007)
- When We Were Young (2007)